# Parafia Matki Bożej Wspomożenia Wiernych w Ściborzycach Wielkich
Parafia Matki Bożej Wspomożenia Wiernych w Ściborzycach Wielkich – parafia rzymskokatolicka, znajdująca się w diecezji opolskiej, w dekanacie Kietrz.